# Medieval II: Total War
Medieval II: Total War е компютърна стратегическа игра продължение на играта от 2002 година Medieval: Total War и е четвъртата игра от серията Total War създадена от компанията Creative Assembly. Както и предшестващите издания играта е разделена на походови стратегически рундове и тактически ориентирани битки в реално време. Играта обхваща периода между 1066 и 1530 година и фокусира върху средновековното военно дело, религия и политика в Европа, Северна Африка и Близкия изток. За разлика от предшествениците си играта обхваща и откриването и завладяването на Америка.

## Геймплей
Играта предлага две възможности за игра: битки и кампания за самостоятелна игра. Битките могат да бъдат играни в мрежова игра, в дефинирани от потребителя сценарий или исторически сценарий, който симулира битки от историята като тези при Арсуф и Азенкур. Битките са също така част и от кампанията.
Кампанията позволява на играча да поеме контрол над национална фракция от този период, да изгради цивилизация в икономически и военен аспект и да завладее противниците си. Геймплейът се състои от контрол над военните, икономически и социално-политически аспекти на периода. По време на своя ход играчът може да мести своите армии, флотилии и агенти на игралната карта. Когато една армия атакува друга той може да избере да проведе битката лично или да види автоматично генерирания резултат от нея, като при втория вариант обикновено резултатът не се калкулира напълно в полза на играча.
Целта на кампанията зависи от избраната трудност. Кратката кампания изисква от играча да победи една или две противникови фракции (например Англия трябва да победи враговете си Шотландия и Франция) и да контролира минимум 15 или 20 провинции. Дългата кампания изисква контрол на минимум 45 провинции и един или два важни града, в зависимост от избраната фракция – Йерусалим, Гранада, Рим или Константинопол.

## Модификации

### Bulgaria: Total War
Инсталирането на този мод добавя нова фракция в играта – Царство България със столица град Охрид и предводител Константин Бодин. Неин основен враг е Византия. През втората епоха в играта (1222 г.) играчът ще може да премери сили с Латинската империя, а предводител на България в този период е Иван Асен II. В Bulgaria: Total War са включени и други модове, коригиращи графиката, геймплея, добавени са нови имена на герои и провинции.